# Benedetta Cambiagio Frassinello
Benedetta Cambiagio Frassinello (Langasco, 2 ottobre 1791 – Ronco Scrivia, 21 marzo 1858) è stata una religiosa italiana, fondatrice delle Suore benedettine della Provvidenza. Beatificata nel 1987, è stata proclamata santa da papa Giovanni Paolo II nel 2002.

## Biografia

### Infanzia
Nacque il 2 ottobre 1791 a Langasco, un paesetto dell'entroterra di Genova, attualmente frazione di Campomorone, sulle pendici dell'Appennino Ligure. Il padre Giuseppe e la madre Francesca Ghiglione erano contadini ed ebbero altri sei figli. Dopo i rivolgimenti napoleonici la famiglia vide aggravarsi i problemi economici e, insieme ad altre famiglie di Langasco, emigrò a Pavia nel 1804, quando Benedetta aveva tredici anni.
A Pavia i Cambiagio si occuparono di un piccolo commercio di verdure e granaglie.
Benedetta attese allo studio soprattutto come autodidatta, privilegiando la lettura delle biografie dei Santi e l'apprendimento della dottrina cristiana. Nel 1812 Maria, sua sorella maggiore, si sposò.
Per lei però il futuro si presentava problematico: da un lato si sentiva attratta verso un modello di vita religiosa ed ascetica, dall'altro avvertiva la spinta a calarsi nell'azione concreta dell'amore che nutriva per i poveri, i diseredati, gli emarginati.
Intorno all'età di 20 anni ebbe un forte impulso per la preghiera e la vita contemplativa, ma forse nel dubbio prevalse il parere della famiglia, più propensa al suo matrimonio.

### Matrimonio
Sposò il 7 febbraio 1816, presso la basilica di San Michele, Giovanni Battista Frassinello, contadino e falegname, nativo di Ronco Scrivia e trasferitosi dalla Liguria a Vigevano, dotato anche lui di un'intensa e viva fede cristiana. Insieme aprirono una bottega per la vendita di frutta e verdura in Strada Nuova. Il matrimonio fu vissuto da entrambi come una scelta libera e poco dopo inconsueta: poiché dopo due anni di vita coniugale non avevano avuto figli, di comune accordo scelsero di vivere come fratello e sorella. Il forte desiderio di castità di Benedetta Cambiagio contagiò infatti anche il coniuge. A tal proposito, racconta Benedetta Cambiagio nelle sue Memorie: «Vissi per due anni a lui soggetta, come comanda il Signore. Ma il mio desiderio era di vivere come fratello e sorella. Il perché un dì pregai il marito a secondarmi in questo mio desiderio, che ebbi fin da fanciulla: il che subito mi concesse con infinita consolazione dell'anima mia, che altro non desiderava».
Nel frattempo era tornata a Pavia sua sorella Maria, affetta da un cancro intestinale, e i due coniugi Frassinello l'accolsero in casa per accudirla fino alla sua morte, avvenuta dopo alcuni anni. Accanto alla parente ammalata crebbe nei due coniugi la vocazione ad aiutare chi ha necessità, senza porsi riserve.

### Consacrazione dei due coniugi
Questa dimensione spirituale, rarissima anche nelle vicende dei santi, fece in modo che i due coniugi decidessero entrambi di consacrarsi a Dio. Nel 1825 Giovanni Battista entrò come fratello laico nei Somaschi; Benedetta, dopo un tentativo fallito di ritirarsi presso le suore cappuccine di Genova, riuscì ad entrare nel monastero delle Orsoline a Capriolo nel bresciano, dove erano ospitate alcune monache disperse dalle soppressioni napoleoniche. Dovette però abbandonare dopo pochi mesi il monastero per la comparsa di gravi problemi di salute. Tornò in famiglia a Pavia ed iniziò quindi un periodo di preghiera, durante il quale si narra che ebbe la visione di San Girolamo Emiliani che intercesse per la sua guarigione; effettivamente questa si compì in modo rapido e prodigioso. Da allora ella si ispirò a questo grande santo, che aveva particolarmente avuto attenzione per l'aspetto educativo delle persone. Benedetta Cambiagio decise di voler aiutare le ragazze abbandonate dalle famiglie e quelle che comunque erano in situazioni disagiate. In questa sua opera chiese ed ottenne l'autorizzazione del vescovo monsignor Luigi Tosi, che sembra abbia avuto in sogno l'idea di richiamare a Pavia anche il marito Giovanni Battista affinché coadiuvasse la consorte in quest'opera.
Nel 1826 cominciò la sua opera con una scuola festiva nella casa paterna; poi prese un'abitazione in affitto il 29 settembre 1826 in vicolo Porzi.
Non si risparmiava e giunse a chiedere gli aiuti necessari per la sua impresa facendo la questua di casa in casa.
Attraverso l'educazione era intenzionata a contrastare la solitudine, l'ignoranza e la povertà, che sono alla base del malcostume e dello sfruttamento. Nell'universo totalmente femminile nel quale agì, l'essere coniugata l'aiutò a dare nuove risposte ad antiche domande, con "cuore indiviso"; dirà in seguito: «Io non ho mai nutrito affetto a persona alcuna. Eppure avevo un cuore, come tutti abbiamo, fatto per amare e facilissimo ad attaccarsi».

### Fondazione di un Istituto
Finalmente un "pio cittadino", Angelo Domenico Pozzi, signore ricco e filantropo, donò un palazzo di sua proprietà all'"Istituto" che stava sorgendo dall'intuizione di Benedetta Cambiagio. Il dono di questa grande casa, situata in via San Giovanni in Borgo, offrì spazio e solidità all'istituto. Esso non nacque propriamente come un orfanotrofio, ma come una casa e una scuola, perché Benedetta Cambiagio sapeva bene che la libertà e la dignità si appoggiano anche sull'istruzione. Alle ragazze insegnava, con l'aiuto di molte maestre, a leggere, a scrivere, a lavorare, insomma a vivere. L'aiuto che le davano molte giovani volontarie comportò la necessità di formulare delle regole, che furono approvate dalle autorità ecclesiastiche.
La sua opera si inserì quindi nella crescita sociale della città di Pavia, a quei tempi parte dal Regno Lombardo-Veneto austriaco, e dalle autorità fu insignita del titolo di "Promotrice della Pubblica Istruzione".
Benedetta dirigeva l'istituto in piena autonomia, con rispetto dell'autorità civile e obbedienza a quella ecclesiastica, con lo spirito pratico della negoziante, ma con abbandono alla Provvidenza. Le strade che ogni giorno percorreva, tortuose e in discesa verso il Ticino, erano quelle delle case affollate e fatiscenti, dei lupanari: quelle dove più frequenti passarono i funerali durante il colera del 1835.
Il suo primo biografo, don Giacomo Semino, che la conobbe personalmente, ne diede un ritratto con tocco manzoniano: «E qui non debbo tacere come ella avesse in volto una cotal aria tra il maestoso e l'amabile, sicché appariva subito fatta per dirigere la giovane età. Aveva un dir soave e dolce, un fare sciolto e manieroso, tutt'insieme energico e forte, che riscuoteva da tutti amore e reverenza».

### Contrasti
Ma non tutto scorreva liscio. La realizzazione di quest'opera educatrice richiedeva fondi ed il 4 febbraio 1837 il giornale La Gazzetta di Pavia promosse una sottoscrizione finalizzata ad aiutare Benedetta Cambiagio. Questa iniziativa fece emergere allo scoperto molti suoi oppositori. Le furono fatte pesanti accuse e fu denigrata pesantemente. Ella d'altra parte tentò di dimostrare la sua trasparenza lasciando la guida dell'istituto ad un'altra collaboratrice, Caterina Bonino, ed intestando tutta la sua opera al vescovo.
A questo punto della sua biografia mancano documenti che dicano con certezza perché ad un certo momento la Cambiagio rimase sola e malvista. Forse fu una pia esagerazione l'aneddoto che la vede, travestita da uomo, entrare in un postribolo per distoglierne una ragazza; forse è più verosimile l'ostilità di famiglie altolocate alle quali negò le sue alunne come domestiche, non fidandosi dell'ambiente che avrebbero trovato; e così forse non si può spiegare tutto con la presenza di ecclesiastici di idee gianseniste consiglieri del vescovo Luigi Tosi, oppure per la presenza di funzionari massoni nell'amministrazione pubblica della città. Il fatto è, comunque, che nel 1838 anche il sostegno del vescovo le venne a mancare e Benedetta dovette lasciare Pavia e l'istituto.

### Fondazione della Congregazione
Sembrò la fine, ma fu un altro inizio. Si recò a Ronco Scrivia ed aprì, con cinque maestre e l'aiuto del marito, una nuova scuola per fanciulle. Acquistò alcune case e finalmente fondò, il 28 ottobre 1838, la Congregazione delle Suore Benedettine della Provvidenza. La congregazione fu posta subito sotto l'autorità dell'arcivescovo di Genova.
La congregazione si ampliò abbastanza rapidamente e nel 1847 aprì una sua sede a Voghera, che divenne autonoma nel 1898 per decreto del vescovo di Tortona e diede origine alla nuova congregazione delle Suore Benedettine della Divina Provvidenza.
Pavia però rimase un punto di riferimento per la Congregazione.
Nel 1851 Benedetta vi ritornò, chiamata dal conte Giovanni Dessi, preoccupato dall'aumento delle condizioni di miseria dopo le guerre del 1848. In incognito il conte comprò l'ex-monastero di San Gregorio. Qui Benedetta aprì una nuova casa per fanciulle, mentre continuava a dirigere quella di Ronco Scrivia. Furono anni per lei e per il marito molto impegnativi, mentre non si placavano le accuse dei suoi soliti denigratori pavesi.
Nel 1857 aprì un'altra scuola a San Quirico, un paese in Valpolcevera.

### Decesso
Il 21 marzo 1858, intorno a mezzogiorno, all'età di 67 anni, si dice nell'ora e nel giorno da lei stessa previsti, morì santamente a Ronco Scrivia. Fu sepolta nel cimitero del paese di Ronco Scrivia, che però il 7 luglio 1944, durante la seconda guerra mondiale, subì un bombardamento delle forze alleate, motivo per cui i suoi resti mortali andarono perduti per sempre.

## La sorte della Pia Casa
La vera radice della sua congregazione rimase sempre la "Pia Casa delle Figlie Derelitte" di via San Giovanni in Borgo a Pavia, seppure gestita da religiose di un altro ordine.
È solo nel 1961 che le Suore Benedettine della Provvidenza ebbero la possibilità di iniziare a condurre l'antico istituto della loro fondatrice, che già nel 1956 aveva assunto il nome di "Istituto Benedetta Cambiagio". Oggi è chiamato "Casa Benedetta Cambiagio" e consiste in una moderna struttura educativa, organizzata in nuclei "familiari" con educatori laici.

## Canonizzazione
Dopo la sua beatificazione, celebrata il 10 maggio 1987, il 19 maggio 2002 papa Giovanni Paolo II ha canonizzato questa piccola e grande santa della carità cristiana. Viene commemorata il 21 marzo.
Le attese sono ora per le sue figlie spirituali, le Benedettine della Provvidenza, che pur ridotte di numero (sono circa 120 in 25 case) continuano la loro infaticabile opera in tutto il mondo.